# Лена (Архангельська область)
Лена (рос. Лена) — село в Ленському районі Архангельської області Російської Федерації.
Населення становить 458 осіб. Входить до складу муніципального утворення Козьминське поселення.

## Історія
Від 2004 року входить до складу муніципального утворення Козьминське поселення.

## Населення
| 2002 | 2009 | 2010 | 2012 |
| ---- | ---- | ---- | ---- |
| 499  | ↘412 | ↘372 | ↗458 |